# Bhadravati (Maharashtra)
Bhadravati es una ciudad y  municipio situada en el distrito de Chandrapur en el estado de Maharashtra (India). Su población es de 60565 habitantes (2011). Se encuentra a 26 km de Chandrapur.

## Demografía
Según el censo de 2011 la población de Bhadravati era de 60565 habitantes, de los cuales 31451 eran hombres y 29114 eran mujeres. Bhadravati tiene una tasa media de alfabetización del 89,26%, superior a la media estatal del 82,34%: la alfabetización masculina es del 93,02%, y la alfabetización femenina del 85,19%.